# خانية زونغار
خانية زنغهار أو زونغار هي إحدى القرى الرحل التي تمركزت في السهوب الأوراسية، وغطت منطقة زنغاريا بأكملها وامتدت من الطرف الغربي لسور الصين العظيم، إلى الشرق حتى كازاخستان حاليًا، وشمالاً من قرغيزستان حاليًا إلى سيبيريا جنوبًا (وتعد معظم هذه المنطقة جزءًا من إقليم شينيانغ الحديث).

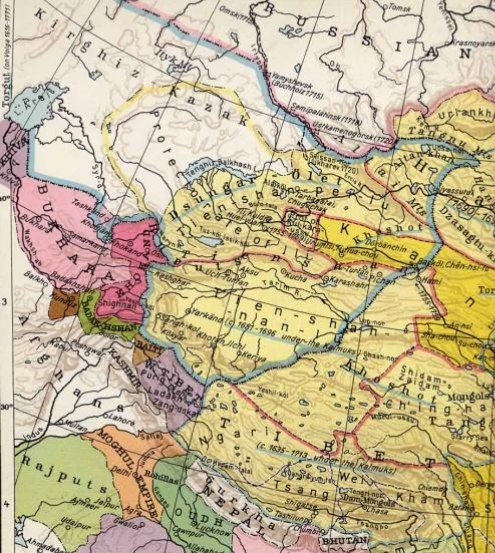
خانية زنغهار

وعندما منح الدالاي لاما لقب بوشوجتو خان إلى جالدان (Galdan) عام 1678م، أكد ذلك على مكانة زنغهار الجديدة بوصفها أهم القبائل الرائدة في منطقة الأويرات. وعلى الرغم من أن حُكام زنغهار دائمًا ما كانوا يحملون لقب كهونغ تايجي (وتعني في الأصل ولي العهد، وهي كلمة ذات أصل في اللغة الصينية، هوانغ تايزي (Huang Taizi)، فإن دولتهم كان تسمى دائمًا خانية زنغهار. وبعد وفاة كلٍ من جالدان بوشجوت خان وتسوينج رابتان (Tsewang Rabtan)، بدأت عصور اضمحلال الخانية؛ لتقوم مملكة شينغ خلال الفترة التي تمتد بين 1756 و1759م بضمها إليها عسكريًا.

## أصل المصطلح
تتألف كلمة "Dzungar" زنغهار من jegün والتي تعني «اليسار» أو «الشرق» وγar وتعني «يد» أو «جناح». (يُذكر أنه في اللغة المنغولية تشير كلمة «اليسار» إلى «الشرق» و«اليمين» يعني «الغرب») وهكذا اشتقت منطقة زنغاريا اسمها من هذا الاتحاد. وعلى الرغم من أن زنغهار تقع إلى الغرب من المغول الشرقية فإن اشتقاق اسمها يعود إلى حقيقة أنها تمثل الجناح الأيسر لقبائل الأويرات.

## معلومات تاريخية
نبذة مختصرة
خُلدت خانية زنغهار في ذاكرة التاريخ بوصفها آخر الإمبراطوريات البدوية في السهوب الأوراسية، فضلاً عن تأثيرها الملحوظ على التوسع الصيني باتجاه الغرب. توحدت قبائل الأويرات أو المغول الغربية تحت راية زنغاريا عام 1620 تقريبًا، وبحلول عام 1680، كانوا قد قاموا بغزو حوض تاريم متوسعين باتجاه الجنوب. بينما تمكن جالدان من هزيمة قبائل خلخا (Khalkhas) أو المغول الشرقية بحلول 1688, ليفر العديد منهم باتجاه الجنوب الشرقي إلى منغوليا الداخلية حيث أصبحوا جزءًا من المانشو وما زالوا كذلك. أما عام 1696, فقد شهد هزيمة المانشو لجالدان قرب أولان باتور (Ulan Bator)، وقاموا بمطاردته غربًا حتى تمكنوا من السيطرة على منغوليا الخارجية. وفي عام 1717 أرسل تسوينج رابتان جيشًا إلى منطقة التبت. ودفع المانشو شعوب زنغهار للخروج من منطقة التبت وأعلنوا وصايتهم عليها. وخلال الحقبة الممتدة بين 1750 و1757، استغل المانشو اندلاع الحرب الأهلية في زنغهار وقاموا بغزو زنغاريا وأبادوا جزءًا كبيرًا من السكان. ثم اتجه المانشو جنوبًا وضموا إلى مملكتهم حوض التاريم وكان ذلك عام 1759 وبالتالي وصلوا إلى نهاية الحدود الغربية للصين الحالية.

### الأصول
يعود أصل زعماء زنغهار إلى سلالة تشورس التي تنحدر من أويرات تايشيس توجهون (المتوفى عام 1438) وإيسن (امتدت فترة حكمه بين 1438 و1454). ومع مطلع القرن السابع عشر، سطع نجم القائد الشاب كارا كولا الذي عمل على توحيد قبائل الأويرات في جبهة واحدة لمحاربة شوليو أوباشي كهونغ تايجي، أول ألتان خان لخالخا، والذي كان قد قام بطرد الأويرات قبل عدة سنوات من أوطانهم في منطقة كوبدو التي تقع حاليًا في الشمال الغربي لمنغوليا. وفي وقت مبكر من فترة حكمه، جمع كارا كولا قبائل تشورس، ودوربود وخويد تحت راية واحدة، وهو ما أدى إلى نشأة زنغهار. وفي الحروب التي قادها خلال فترة العشرينيات من القرن السادس عشر ضد خالخا، تمكن من تحقيق نصر حاسم انتهى بهزيمة المغول الشرقيين. خضعت أراضي الأويرات لحكم جاساجتو خان ملك خالخا. وفي عام 1623 تمكن اتحاد الأويرات من قتل أوباشي كهونغ تايجي، لتضمن بذلك استمرار تمتعها باستقلالها. وفي ذلك الوقت، لم يكن هناك سوى توروبايكو، زعيم قبيلة خوشود هو الشخص الوحيد الذي يحمل لقب خان في حين أن باتر دالاي تايشي زعيم قبائل دوربود كان الزعيم الأكثر قوة بين رؤساء قبائل الأويرات. ومع ذلك، التحق ابن كارا كولا باتر كونغ تايجي (المتوفى عام 1653) بالحملة العسكرية التي استمرت في الفترة بين 1636 و42 إلى التبت تحت قيادة جوشي خان توروبايكو. وبعد عودة باتر إلى زنغاريا متوجًا بلقب إيرديني (Erdeni) (الذي منحه إياه الدالاي لاما) والكثير من الغنائم، قام بثلاث حملات ضد كازاخستان. ومع هجرة قبائل التورغد (Torghuds)، والخوشد والدوربد بدءًا من عام 1630 وحتى 1677, زادت قوة زنغهار النسبية في زنغاريا.
وفي عام 1653 تولى سنج قيادة زنغهار خلفًا لوالده باتر كونغ تايجي، إلا أن نزاعًا داخليًا نشب بينه وبين أخيه غير الشقيق شيشان تايجي مما أدى إلى تدخل قبائل كوشت. ومنذ عام 1657, واجه أبناء أمين دارا: سنج وجالدان سخطًا من إخوانهم غير الأشقاء. ومع الدعم الذي قدمه أوتشيرتو خان زعيم كوشت، انتهى هذا النزاع بانتصار سنج عام 1661، بينما في عام 1667 قام بأسر إنريتشين لوبسانغ تايجي، ثالث وآخر ألتان خان. ولكنه تعرض هو نفسه للاغتيال على يد أخويه غير الشقيقين شيشان تايجي وزوتوف في الانقلاب الذي تم عام 1670.
وعلى الفور عاد جالدان شقيق سنج من التبت ليطرح عنه رداء الحياة انتقامًا لأخيه من شيشان. وبوصفه كاهنًا بوذيًا، كان جالدان قد ارتحل إلى التبت في عمر الثالثة عشرة وتلقى تدريبه على يد بانتشن لاما الرابع ومن بعده الدالاي لاما الخامس. وبتحالفه مع أوتشيرتو سيتشن زعيم الكوشود، تمكن جالدان من هزيمة شيشان، ونفى زوتزف من زنغاريا. ومع ذلك، ثار أبناء سنج وهما سانوم رابدان وتسوينج رابتان ضده، ولكنه تمكن من قمعهما في النهاية. وفي 1671، منح الدالاي لاما لقب خان لجالدان. وعلى الرغم من زواجه من أنو-دارا، حفيدة أوتشيرتو، فإنه دخل في نزاع مع جد زوجته. ونتيجة لخوف أوتشيرتو من شعبية جالدان، قدم الدعم لعمه ومنافسه تشوكور أوباشي الذي رفض الاعتراف بلقب جالدان. وهكذا، أدى النصر الذي حققه على أوتشيرتو عام 1677 إلى تعزيز هيمنته على الأويرات. وفي العام التالي، منحه الدالاي لاما لقب بوشوجتو خان (أو Boshughtu) Khan، وهكذا نجح جالدان في توحيد قبائل الأويرات جميعها في زنغاريا ومونغوليا الغربية.

### غزو حوض التاريم والحرب مع سكان آسيا الوسطى

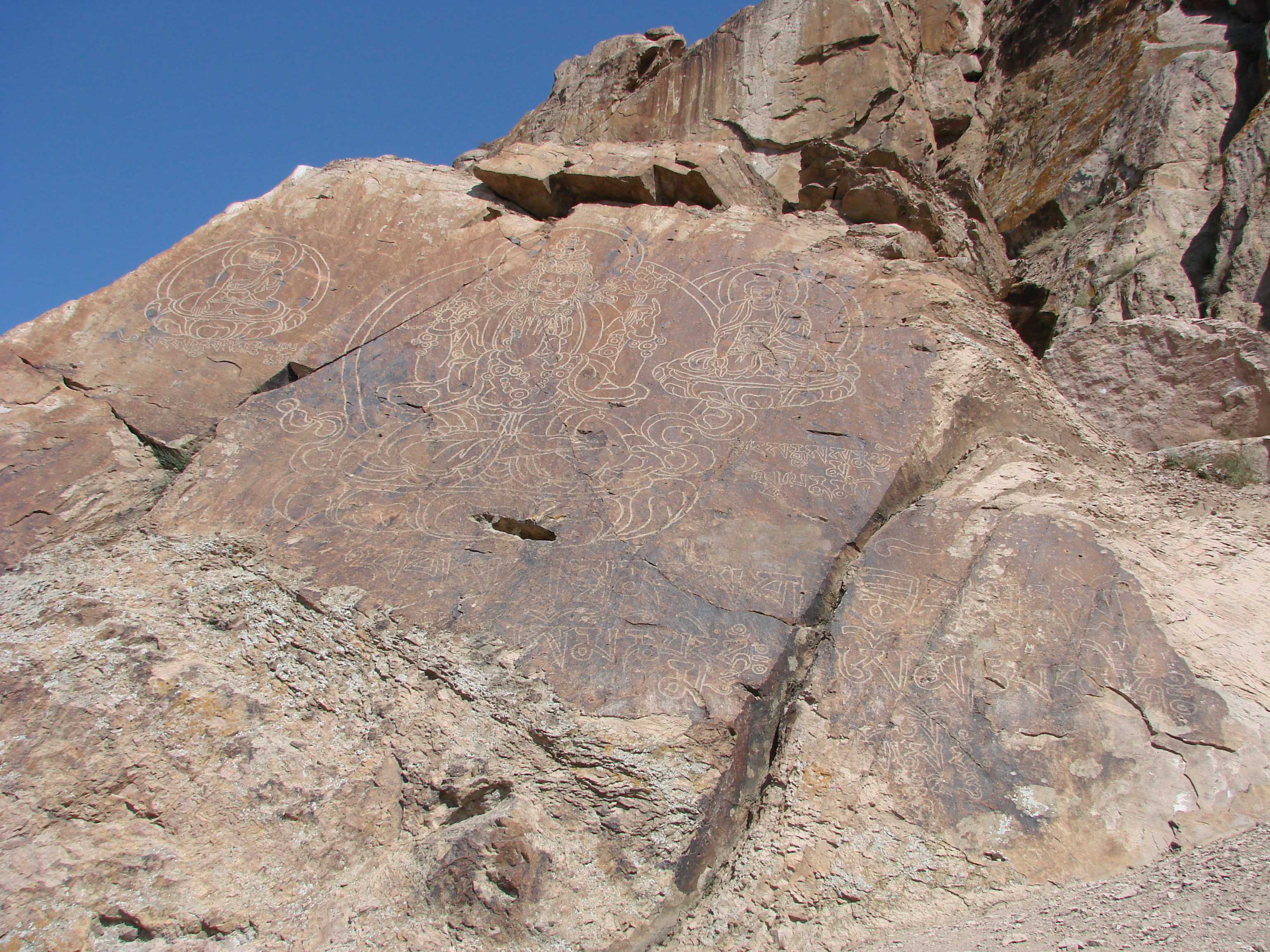
صور بوذا ومانترا التبت على الصخور القريبة من ألماتي

حل النقشبندي إمام صوفي محل خانية تشاجاتي في بدايات القرن السابع عشر. فتمكنوا من هزيمة الجبل الأبيض. وطلب أفاق حاكم الجبل الأبيض المنفي من الدالاي لاما مساعدة عسكرية في عام 1677، وبعد طلبه هذا، أطاح جالدان بالنقشبندي زعيم الجبل الأسود وقلد أفاق منصب مندوبه الحاكم هناك. أصدر جالدان مرسومًا يقضي بأن يخضع التركستانيين إلى قانونهم المحلي باستثناء القضايا التي تخص إمبراطورية زنغهار. واستمرت سيطرة زنغهار على حوض تاريم حتى عام 1757.
وبحلول عام 1680 شن قيرغيز الجبل الأسود هجومًا على مغولستان واحتلوا ياركند. ومن ثم ناشد سكان مقاطعة ياركند جالدان خان أن يقدم لهم المساعدة. فتح الزنغهار كلاً من كاشغر وياركند؛ ثم ولى جالدان عليهم حاكمًا قاموا هم باختياره. لينطلق العام التالي شمالاً غازيًا جبل تنجري في كازاخستان الحالية؛ ولكنه أخفق في الاستيلاء على مدينة سايرام. وفي نهاية الأمر، تمكن من هزيمة كلٍ من تورفان وهامي في العام الذي يليه. وبحلول عام 1683 وصلت جيوش جالدان تحت قيادة تسوينج رابتان إلى طشقند وسير داريا وتمكن من دك جيشين من قازاخستان. وهكذا نجح جالدان في كسر شوكة قيرغيز الجبل الأسود وتدمير وادي فرغانة.
ومنذ 1685، استمرت القوات التابعة لجالدان في شن حملات عنيفة ضد شعوب كازاخستان. وفي الوقت الذي استولى فيه قائده رابتان على مدينة تاراز، استمرت القوات الرئيسية في الضغط على شعوب كازاخستان للهجرة باتجاه الغرب. وبحلول 1698، كان تسوينج رابتان خليفة جالدان قد وصل إلى بحيرة تنجيز وتركستان، وتمكن الزنغهار من السيطرة على زي سو طشقند حتى عام 1745.

### النزاع مع خالخا
في بادئ الأمر، تحالفت قبائل الخالخا والأويرات حيث كانت تجمع بينها وتحكمها أحكام القانون المغولي الأويراتي. وفي محاولة لتعزيز أواصر هذا الاتحاد، حاول جالدان التحالف مع زاساتو خان شيرا والذي فقد جزءًا من ممتلكاته لصالح توشيتو خان شاكوندورجي وبالتالي نقل قصر أوردو قريبًا من سلسلة جبال ألتاي. هاجم توشيتو خان الجناح الأيمن لخالخا، وتمكن من قتل شيرا عام 1687، وفي ردة فعل على ذلك، أرسل جالدان في العام التالي قوات تحت إمرة أخيه الأصغر دورجي-جاف ضد توشيتو خان، ولكنه في نهاية الأمر مني بالهزيمة، وتعرض دورجي-جاف للقتل في المعركة التالية. كما قتل شاكوندورجي ديجدي ميرجن أهاي قائد زاساتو خان الذي كان في طريقه إلى جالدان. تدخلت مملكة شينغ وألغت التقليد الذي يقوم فيه الأرستقراطيين المغول بتنظيم الاجتماعات.
وانتقامًا لوفاة أخيه وتوسيعًا لنفوذه في المناطق المغولية، استعد جالدان استعدادًا استراتيجيًا لشن حرب على خالخا. انشأ جالدان علاقات ودية مع الروس الذين كانوا قد دخلوا في حرب مع توشيتو خان حول الأراضي القريبة من بحيرة بايكال في خالخا الشمالية. ونتيجة للاهتمام والرغبة المشتركة بينهما في هزيمة خالخا، شن كل من جالدان والروس هجومًا مشتركًا على خالخا وقاموا بالاستيلاء على معظم أراضي خالخا. وبالاستعانة بأحدث الأسلحة التي اشتراها من الروس، هاجم جالدان أراضي زاساتو خان، ليتقدم في أعقابها إلى مناطق حكم شاكوندورجي. وفي الوقت ذاته، هاجم قوزاق روسيا قوات خالخا والتي بلغ عددها 10.000 بالقرب من بحيرة بايكال وتمكنوا من هزيمتها. وبعد معركتين داميتين مع زنغهار بالقرب من دير إيردن زو وتومر، هرب شاكوندورجي وابنه جالداندورجي إلى نهر أونجي.
وهكذا احتلت زنغهار أراضي خالخا، وأجبروا جيبزندامبا زانابزار على الهرب. عززت مملكة شينغ من حامياتها على الحدود الشمالية، ونصحت قبائل خالخا بالاستسلام لقوات جالدان. وبعد أن دعم جيشه بقوات جديدة، شن توشيتو خان شاكوندورجي هجوما مضاداعلى الزنغهار، وحاربوهم بالقرب من بحيرة أولجوي في 3 أغسطس 1688، لتحظى قبائل الأويرات بالنصر عقب معركة دارت رحاها لثلاثة أيام. تسبب غزو جالدان لخالخا منغوليا في استسلام زانابزار وشاكوندورجي لمملكة شينغ في سبتمبر.

### حرب الأويرات مانشو الأولى
ومع النصر الذي حققه جالدان عام 1688، فإنه بذلك قد دفع الخالخا إلى أحضان مملكة شينج، وجعل من نفسه تهديدًا عسكريًا للمانشو. ولسوء حظ جالدان، تميز الملك كانغ شي بعنف وولع غير عادي بالحرب. وفي عام 1690، نشبت معركة بين المانشو والزنغهار، واضطر جالدان للانسحاب إلى الشمال. (اندلعت المعركة عند أولان بوتونج والتي تبعد 350 كيلومترًا شمال بكين، بالقرب من منابع المياه الغربية لنهر لياو في الطرف الجنوبي من جبال جينجان الكبرى). وكانت المشكلة في كل هذه الحروب البدوية أن المانشو لم يكونوا قادرين على إبقاء جيش دائم في السهوب. فإذا أرسل المانشو جيشًا فإن البدو سوف يفرون ويعودون مجددًا عند نفاد المؤن من جيوش المانشو. وبحلول عام 1696 كان جالدان قد استقر عند نهر كيرولين (Kerulen) شرق أولان باتور وحوالي 700 كم من الشمال الغربي لبكين. وقد قضت خطة كانغ شي بأن يقوم بقيادة الجيش بنفسه متجهًا إلى الشمال الغربي قاصدًا جالدان، في الوقت الذي يرسل فيه جيشًا آخر شمالاً من منطقة أوردوس لمنع هروبه. وصل كانغ شي إلى كيرولين، ليجد أن جالدان قد غادرها وهكذا اضطر للعودة بسبب نقص الإمدادات. وفي اليوم الذي انقلب فيه كانغ شي عائدًا (12 يونيه)، تعثر جالدان بالجيش الغربي وتلقى هزيمة فادحة في زونمود (Zuunmod) قريبًا من نهر توول (Tuul River) شرق أولان باتور. تعرضت زوجة جالدان، أنو، للقتل، كما غنم المانشو 20.000 رأس من البقر، و40.000 من الغنم. في حين فر جالدان بصحبة 40 أو 50 رجلاً من خاصته. ثم جمع بضعة آلاف من أتباعه الذين هجروه لاحقًا بسبب الجوع. وفي عام 1697 كان جالدان قد استقر في جبال ألتاي (Altai Mountains) بالقرب من مقاطعة خوفد بصحبة 300 رجلاً ليلقى حتفه فجأة في ظروف غامضة في (4 أبريل 1697). ليأتي تسوينج رابتان خلفًا له، والذي كان قد ثار ضده سابقًا.

### التدخل في هضبة التبت

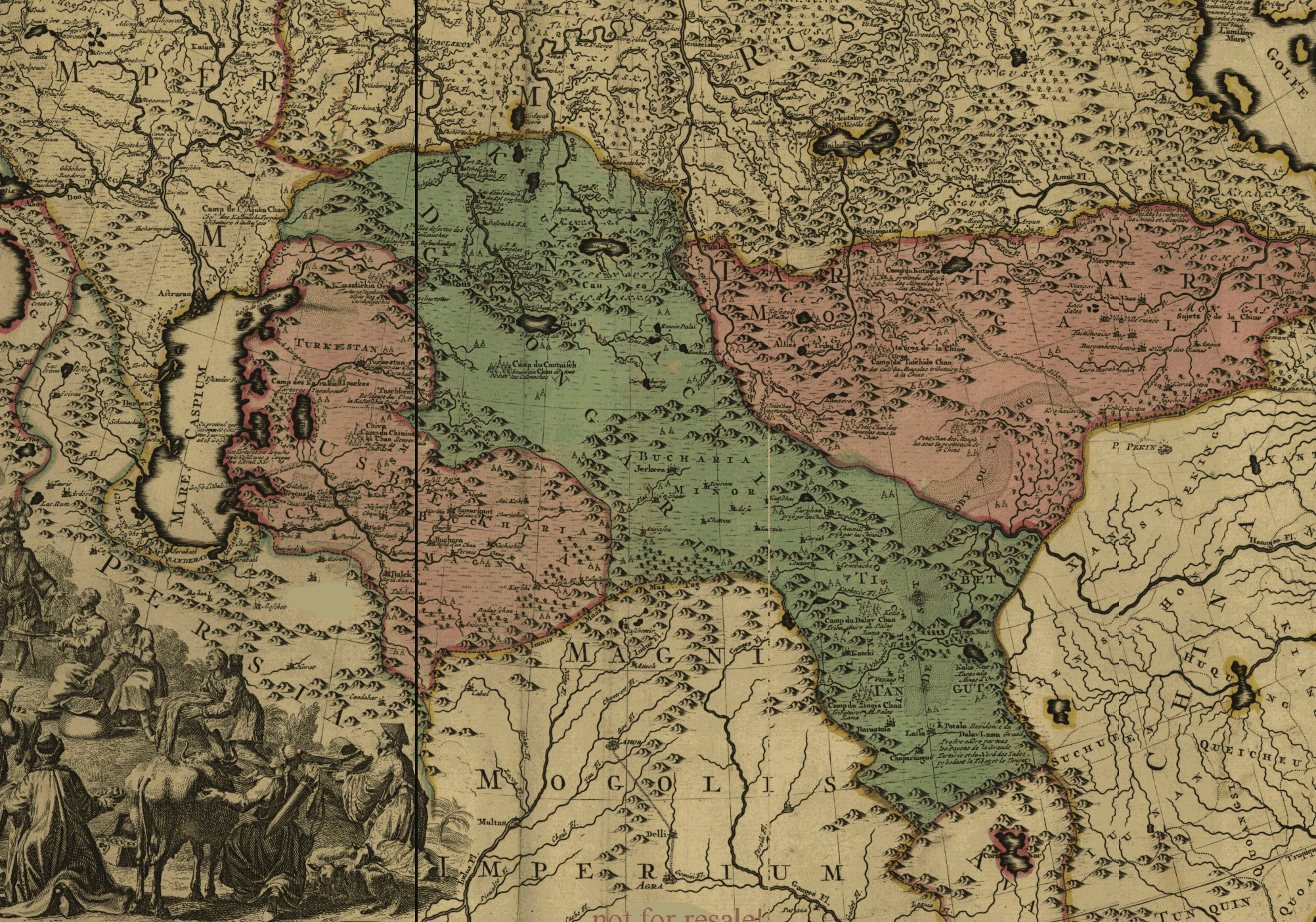
دولتي زنغهار والكالميك (جزء من خريطة الإمبراطورية الروسية بزعامة بيتر الأكبر، أعد هذه الخريطة جندي سويدي في 1725).

كانت قبيلة زنغهار تحت قيادة أخو تسوينج رابتان تسيرينغ دوندوب أثناء الغزو الذي شنه على منطقة التبت - والتي كانت تحت سيطرة كوشت، وقبيلة أخرى من الأويراد (Oirad) - وفي عام 1717, عزل أحد المدعين من منصب الدالاي لاما (والذي كان قد حصل على دعم من لها بزانج خان، الملك الفخري للتبت). كان الدالاي لاما الخامس قد شجع اللامات المنغوليين بمنع تعليم سرهم بين المغول. فبدأ زنغهار شن حملات نهب على مدينة لاسا، وبالتالي فقدوا الشعور الودي لشعب التبت تجاههم. حاول الإمبراطور كانغ شي الأخذ بالثأر عام 1718, إلا أن حملته العسكرية قد تلقت هزيمة مذلة على يد جيوش زنغهار في منطقة ليست بالبعيدة عن لاسا.
نُفذ حكم الإعدام في كثير من أفراد ناين مابا وبونبو كما أُجبر سكان التبت على إظهار ألسنتهم عند مقابلتهم لمسؤولي زنغهار حتى يمكنهم معرفة ما إذا كان الشخص قد تلا إحدى مقطوعات المانترا باستمرار أم لا (حيث يقال أن تلاوة مقطوعات المانترا تغير لون اللسان إلى الأسود أو البني). وهو ما يسمح لهم بمعرفة أفراد ناين مابا أو بونو، الذين قاموا بتلاوة العديد من مقطوعات المانترا السحرية. استمرت عادة إظهار اللسان كعلامة على الاحترام عند تحية شخص ما بوصفها أحد تقاليد شعوب التبت حتى يومنا الحالي.
أرسل الإمبراطور كانغ شي حملة ثانية ضخمة تمكنت من طرد قوات تسوينج رابتان من التبت عام 1720 وتم الترحيب بقواته بوصفها قوى التحرير. حيث كانوا قد أحضروا معهم كالزنغ غياتسو من كيم بوم إلى لاسا وتم تعيينه في منصب الدالاي لاما السابع عام 1721.

### السقوط

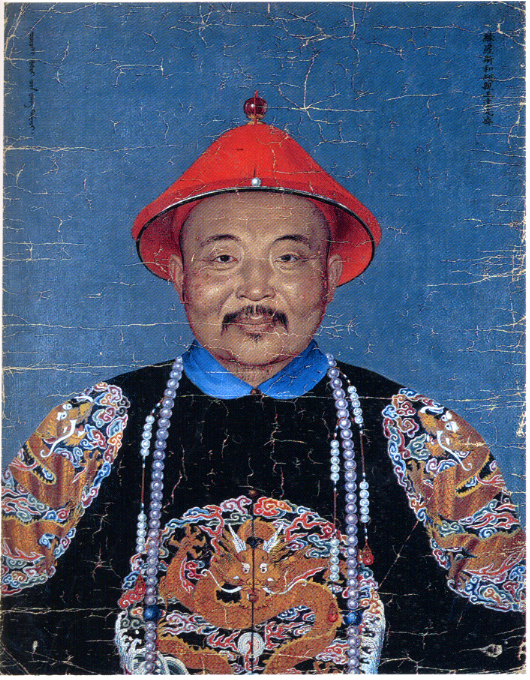
آخر خانات زنغهار دواتشي

عند وفاة جالدان تسيرين عام 1745 بدا أن قبائل زنغهار ما تزال في أوج قوتها. وعلى الرغم من ذلك، شهدت الخانية انهيار مفاجئ تسبب فيه أبناء جالدان تسرين. ففي عام 1749، اغتصب لامدارجا أحد أبناء تسرين العرش من أخيه الأصغر، ليواجه هو الآخر المصير ذاته بعد إطاحة ابن عمه دواتشي له بمساعدة نبيل خويد أمرسانا. ولكن سرعان ما نشبت بينهما حرب على كرسي الحكم. وبحلول 1753، استسلم الأقارب الثلاثة لداوتشي الذي كان يحكم دوربود حتى مملكة شينغ، ثم حذا أمرسانا حذوهم. وفي ربيع 1755, شنت أسرة شينغ هجومًا على غوليا، وتمكنت من أسر خان زنغهار. طلب أمرسانا إعلانه خان زنغهار، ولكن الإمبراطور تشيان لونغ أمر بتنصيبه خانًا لخويت، ليكون بذلك واحدًا من الخانات الأربعة. وبحلول الصيف، قاد أمرسانا بالاستعانة بالقائد تشينجنجاف تمردًا ضد شينغ. وعلى مدى العامين التاليين، دمرت جيوش المانشو والمغول التابعة لمملكة شينغ بقايا خانية زنغهار. حيث كان قائدهم الأخير، الأمير أمرسانا، قد قاد تمردًا ضد شينغ ثم فر شمالاً بحثًا عن ملاذ آمن في أحضان الروس. (وهناك لقي أمرسانا حتفه متأثرًا بإصابته بمرض الجدري. وفي ربيع 1762 أُحضر جسده متجمدًا إلى كياكتا حتى يراها المانشو. ثم قام الروس بدفنها، رافضين طلب المانشو بتسليمها من أجل عقاب ما بعد الموت.) ولتخليد ذكرى هذا الانتصار العسكري، أنشأ تشيان لونغ مجمع معبد بونينغ في تشنغده عام 1755.
نقل تشيان لونغ بقايا شعب زنغهار إلى البر الرئيسي وأمر قادته بقتل جميع الرجال في مقاطعات باركول أو سوتشو، وقاموا بتقسيم زوجاتهم وأطفالهم بين جنود شينغ. قدر عالم مملكة شينغ وي يوان (Wei Yuan) إجمالي عدد سكان زنغهار قبل سقوطها بـ 600.000 نسمة، أو 200.000 أسرة. وفي تقرير موثق للحرب، كتب وي يوان أن مرض الجدري قد تسبب في وفاة ما يقرب من 40% من العائلات في زنغهار، وأن 20% فروا إلى روسيا أو قبائل كازاخستان، فضلاً عن مقتل 30% على يد الجيش، لتخلو المنطقة من خيام اليورت على امتداد عدة آلاف لي فيما عدا تلك التي استسلمت من قبل. واستنادًا لهذا التقرير، كتب وين-جانغ شو (Wen-Djang Chu) أن 80% من إجمالي 600,000 من شعوب الزنغهار أو أكثر قد قضت عليهم الأمراض والحروب، كما وصفها مايكل كلارك بأنها «دمار كامل ليس فقط لدولة زنغهار ولكن لشعبها أيضًا.» وعزا المؤرخ بيتر بيرديو إبادة شعب زنغهار إلى سياسة إبادة صريحة وضعها تشيان لونغ، ولكنه لاحظ أيضًا إشارات على انتهاج سياسة أكثر تساهلاً بعد منتصف عام 1757. وذكر مارك ليفين، أحد المؤرخين الذين تركزت أبحاثهم على الإبادة الجماعية، أن إبادة شعب زنغهار «هي الإبادة الجماعية للقرن الثامن عشر بامتياز.»
شغل المانشو المنطقة المهجورة بمهاجرين قدموا من أجزاء متعددة من الإمبراطورية، ولكن بعدها بقرن، اجتاحت ثورة المسلمين المنطقة ذاتها.

## قادة خانية زنغهار
- كارا كولا، ولقبه: كهونغ تايجي
- إيرديني باتر، ولقبه: كهونغ تايجي
- سنج، ولقبه: كهونغ تايجي
- جالدان، وألقابه: كهونغ تايجي، بوشجوت خان
- تسوينغ رابتان (ᠼᠧᠸᠠᠩ ᠠᠷᠠᠪᠲᠠᠨ)، ولقبه: كهونغ تايجي
- جالدان تسرين، ولقبه: خان
- تسوانغ دورجي نامجال (Tsewang Dorji Namja)، ولقبه: كهونغ تايجي
- لاما-دارجا (Lama-Darjaa)، ولقبه: كهونغ تايجي
- داواتشي، ولقبه: كهونغ تايجي
- أمرسانا (ᠠᠮᠤᠷᠰᠠᠨ᠎ᠠ)